# Michelle MacLaren
Michelle Maxwell MacLaren (1965) is een Canadese televisieregisseur en -producent.
MacLaren heeft voor tal van series gewerkt zowel in Canada als in de Verenigde Staten. Het bekendst is ze als producent van The X-Files, Breaking Bad en The Walking Dead. MacLaren is drie keer genomineerd voor de Primetime Emmy Awards.

## Filmografie
| Jaar      | Titel                                            | Credit                              | Opmerkingen              |
| --------- | ------------------------------------------------ | ----------------------------------- | ------------------------ |
| 2015      | Better Call Saul                                 | Regisseur                           | Season 1, aflevering 2   |
| 2014      | The Leftovers                                    | Regisseur                           | 1 aflevering             |
| 2013-2014 | Game of Thrones                                  | Regisseur                           | 4 afleveringen           |
| 2013      | Chicks'n'Guns                                    | Regisseur en executive producer     |                          |
| 2012      | The River                                        | Regisseur                           | Seizoen 1, aflevering 6  |
| 2012      | NCIS                                             | Regisseur                           | Seizoen 9, aflevering 17 |
| 2011      | Hell on Wheels                                   | Regisseur                           | Seizoen 1, aflevering 7  |
| 2011      | Camelot                                          | Regisseur                           | Seizoen 1, aflevering 8; |
| 2010-2014 | The Walking Dead                                 | Regisseur                           | 3 afleveringen           |
| 2010-2013 | Breaking Bad                                     | Regisseur en executive Producer     | 11 afleveringen          |
| 2010      | The Event                                        | Regisseur                           | Seizoen 1, aflevering 9  |
| 2010      | Lie to Me                                        | Regisseur                           | Seizoen 3, aflevering 3  |
| 2010      | Memphis Beat                                     | Regisseur                           | Seizoen 1, aflevering 7  |
| 2006      | Kyle XY                                          | Regisseur                           | Seizoen 1, aflevering 6  |
| 2006      | Population 436                                   | Regisseur                           |                          |
| 2006      | Law & Order: Special Victims Unit                | Regisseur                           | Seizoen 7, aflevering 12 |
| 2005      | Night Stalker                                    | Executive Producer                  | Seizoen 1, aflevering 1  |
| 2003      | John Doe                                         | Regisseur                           | Seizoen 1, aflevering 11 |
| 2002      | Without a Trace                                  | Regisseur                           | Seizoen 1, Aflevering 10 |
| 2000-2002 | The X-Files                                      | Regisseur and Co-Executive Producer | 47 afleveringen          |
| 1999-2000 | Harsh Realm                                      | Co-Executive Producer               | 8 afleveringen           |
| 1999      | A Song from the Heart                            | Writer and Executive Producer       | Televisiefilm            |
| 1998      | Beauty                                           | Producer                            | Televisiefilm            |
| 1997      | A Child's Wish                                   | Producer                            | Televisiefilm            |
| 1995      | The Other Mother: A Moment of Truth Movie        | Producer                            | Televisiefilm            |
| 1994      | Moment of Truth: A Mother's Deception            | Producer                            | Televisiefilm            |
| 1994      | Heart of a Child                                 | Producer                            | Televisiefilm            |
| 1994      | Moment of Truth: Broken Pledges                  | Producer                            | Televisiefilm            |
| 1994      | Moment of Truth: To Walk Again                   | Producer                            | Televisiefilm            |
| 1993      | Moment of Truth: A Child Too Many                | Producer                            | Televisiefilm            |
| 1993      | For the Love of My Child: The Anissa Ayala Story | Producer                            | Televisiefilm            |
| 1992      | Shame                                            | Producer                            | Televisiefilm            |
| 1992      | The House on Sycamore Street                     | Productiemanager                    | Televisiefilm            |
| 1992      | Diagnosis Murder                                 | Productiemanager                    | Televisiefilm            |
| 1991      | Omen IV: The Awakening                           | Productiemanager                    | Televisiefilm            |
| 1991      | K2                                               | Second Unit Manager                 | Televisiefilm            |
| 1989-1990 | Booker                                           | Productiemanager                    | 22 afleveringen          |
| 1989      | The Ranch                                        | Productiemanager                    |                          |